# Hina Tachibana
Hina Tachibana (立花 日菜 Tachibana Hina?, 14 de junio) es una actriz de voz y cantante japonesa.

## Biografía
Tachibana comenzó su carrera como actriz de voz después de graduarse del Instituto de Actores de Narración de Japón. Su primer papel fue como personaje secundario en la serie de anime Zombie Land Saga en 2018. Su primer papel con nombre fue el del personaje Nagi Hisakawa en el juego para móvil The IDOLM@STER Cinderella Girls: Starlight Stage. Su primer anime importante llegó en 2020 cuando prestó su voz a Maina Ichii en Oshi ga Budōkan Ittekuretara Shinu. Más tarde ese año fue elegida para interpretar a Rie Maruyama en el juego para móvil Cue!.
En 2021, Tachibana interpretó a Satono Diamond en el juego para móvil y serie de anime Uma Musume Pretty Derby. En 2022 repitió el papel de Rie Maruyama para la adaptación a serie de anime de Cue!.
Tachibana debutó como cantante individual en 2024 bajo Pony Canyon con la canción «I'm Game!», que es el tema de cierre de Kami wa Game ni Ueteiru.

## Filmografía
Los papeles principales están en negrita

### Anime

#### Series de televisión
| Año  | Título                                                                     | Rol                         | Refs.  |
| ---- | -------------------------------------------------------------------------- | --------------------------- | ------ |
| 2018 | Zombie Land Saga                                                           | Chica                       | [ 1 ]  |
| 2019 | Cinderella Girls Gekijō: Climax Season                                     | Nagi Hisakawa               | [ 2 ]  |
| 2019 | Fruits Basket 1st Season                                                   | Programa de televisión (#3) | [ 9 ]  |
| 2019 | Kedama no Gonjirō                                                          | Chica 3 (#7)                | [ 10 ] |
| 2020 | Oshi ga Budōkan Ittekuretara Shinu                                         | Maina Ichii                 | [ 3 ]  |
| 2021 | Uma Musume Pretty Derby Season 2                                           | Satono Diamond              | [ 5 ]  |
| 2021 | Slime Taoshite 300-nen, Shiranai Uchi ni Level Max ni Nattemashita         | Dragón Rojo A (#4)          | [ 11 ] |
| 2021 | I★Chu: Halfway Through the Idol                                            | Audiencia B (#8)            | [ 12 ] |
| 2022 | Cue!                                                                       | Rie Maruyama                | [ 6 ]  |
| 2022 | Shine Post                                                                 | Aoi Tanaka                  | [ 13 ] |
| 2023 | Mō Ippon!                                                                  | Chigusa Sano                | [ 14 ] |
| 2023 | Uchi no Kaisha no Chīsai Senpai no Hanashi                                 | Shiori Katase               | [ 15 ] |
| 2023 | Seija Musō                                                                 | Nanaera                     | [ 16 ] |
| 2023 | Uma Musume Pretty Derby Season 3                                           | Satono Diamond              | [ 17 ] |
| 2024 | Mato Seihei no Slave                                                       | Nei Ōkawamura               | [ 18 ] |
| 2024 | Kami wa Game ni Ueteiru                                                    | Pearl Diamond               | [ 19 ] |
| 2024 | Maō-gun Saikyō no Majutsushi wa Ningen Datta                               | Satie                       | [ 20 ] |
| 2024 | Kimi to Boku no Saigo no Senjō, Arui wa Sekai ga Hajimaru Seisen Season II | Ashe                        | [ 21 ] |
| 2024 | Party kara Tsuihō Sareta Sono Chiyushi, Jitsu wa Saikyō ni Tsuki           | Armia                       | [ 22 ] |
| 2025 | Übel Blatt                                                                 | Peepi                       | [ 23 ] |
| 2025 | Danjo no Yūjō wa Seiritsu Suru? (Iya, Shinai!!)                            | Asumi Yokoyama              | [ 24 ] |
| 2026 | Mato Seihei no Slave 2                                                     | Nei Ōkawamura               | [ 25 ] |
| TBA  | Yūsha Party o Oidasareta Kiyō Binbō                                        | Sophia Clodel               | [ 26 ] |

#### Especiales
| Año  | Título                                                       | Rol            | Refs.  |
| ---- | ------------------------------------------------------------ | -------------- | ------ |
| 2022 | Uma Musume: Pretty Derby - 1st Anniversary Special Animation | Satono Diamond | [ 27 ] |

### Videojuegos
| Año  | Título                                             | Rol                   | Refs.  |
| ---- | -------------------------------------------------- | --------------------- | ------ |
| 2019 | The IDOLM@STER Cinderella Girls: Starlight Stage   | Nagi Hisakawa         | [ 2 ]  |
| 2019 | Cue!                                               | Rie Maruyama          | [ 4 ]  |
| 2021 | Uma Musume Pretty Derby                            | Satono Diamond        | [ 5 ]  |
| 2021 | Lost Judgment                                      | Minato Todo           | [ 28 ] |
| 2022 | Arknights                                          | Pudding               | [ 29 ] |
| 2023 | Towa Tsugai                                        | Enaga                 | [ 30 ] |
| 2023 | Takt Op. Symphony                                  | Pomp and Circumstance | [ 31 ] |
| 2023 | Puella Magi Madoka Magica Side Story: Magia Record | Chizuru               | [ 32 ] |

## Discografía

### Sencillos
| Título                          | Año  | Mejor posición | Ventas | Certificaciones | Notas                                                                              | Álbum |
| Título                          | Año  | JPN Oricon     | Ventas | Certificaciones | Notas                                                                              | Álbum |
| ------------------------------- | ---- | -------------- | ------ | --------------- | ---------------------------------------------------------------------------------- | ----- |
| «I'm Game!»                     | 2024 | 19             | —      | —               | Tema de cierre de Kami wa Game ni Ueteiru.                                         | —     |
| «Saikyō? Saikō! Brave My Heart» | 2024 | —              | —      | —               | Tema de apertura Party kara Tsuihō Sareta Sono Chiyushi, Jitsu wa Saikyō ni Tsuki. | —     |